# Gutenbrunn (Herrschaft)
Die Herrschaft Gutenbrunn war eine Grundherrschaft im Viertel ober dem Manhartsberg im Erzherzogtum Österreich unter der Enns, dem heutigen Niederösterreich.

## Ausdehnung
Die Herrschaft umfasste zuletzt die Ortsobrigkeit über Annagschmais, Aschelberg mit Gmainhof und Brennmühle, Bärnkopf mit Zillek, Bernhartshof, Braunegg, Dürnberg, Dorfstatt, Eck, Edelsberg, Grub, Guttenbrunn, Kirchschlag, Lichtek, Loitzenreith mit Maismühle, Martinsberg, Mitterndorf, Oed, Größenbach, Kleinpertolz mit Hayden, Pitzeichen, Pockschlag, Reitern bei Weinling, Reitern bei Dorfstatt, Reitzendorf, Roggenreith mit Rimbach, Sading, Stiftriegl, Saggraben, Schneeberg, Thann, Thumling mit Linderhof, Reithof, Pulvermühle, Ullrichschlag, Ullrichschlag mit Bernau und Windpaß, Walpersdorf, Weinling mit Thalerhof und den Höllsägen, Weixlberg, Wiehalm und Würnstorfbergern. Der Sitz der Verwaltung befand sich in Gutenbrunn.

## Geschichte
Letzter Inhaber der k.k. Patrimonial- und Allodialherrschaft war Kaiser Ferdinand I. Im Zuge der Reformen 1848/1849 wurde die Herrschaft aufgelöst.